# Bâtards
Pour plus de détails, voir Fiche technique et Distribution.
Bâtards est un film français réalisé par Fred Saurel et sorti en 2002.

## Synopsis
Alors qu'ils reviennent de vacances, Agathe et Alexandre se retrouvent en panne de voiture. Après avoir appelé les secours par une borne d’appel détournée, ils sont remorqués par un garagiste jusqu'à un campement perdu dans la nature.

## Fiche technique
- Réalisation : Fred Saurel
- Scénario : Xavier Thiam
- Photographie : Emmanuelle Le Fur
- Musique : Hervé Postic
- Montage : Fred Noël
- Durée : 90 minutes
- Date de sortie: 13 novembre 2002

## Distribution
- Laëtitia Lacroix : Agathe
- Fabrice Moussy : Alexandre
- André Penvern : Gégé, le père
- Stéphane Derossis : Elio
- Xavier Thiam : Luis
- Didier Becchetti : Pablo
- Vanille Attié : Maria
- Jean-Michel Fête : Julien
- Micaelle Mee-Sook : Soledad
- Éric Savin : Gilles
- Frédéric Saurel : Rémi